# Sunweb-Napoleon Games Cycling Team/Saison 2015
Dieser Artikel listet Erfolge und Fahrer des Radsportteams Sunweb-Napoleon Games in der Saison 2015 auf.

## Erfolge im Cyclocross 2014/15
| Datum         | Rennen                                                       | Kat. | Fahrer                 |
| ------------- | ------------------------------------------------------------ | ---- | ---------------------- |
| 21. September | Steenbergcross, Erpe-Mere                                    | C2   | Klaas Vantornout       |
| 28. September | Radcross Illnau, Illnau                                      | C2   | Tim Merlier            |
| 12. Oktober   | Bpost bank trofee, Ronse-Kluisbergen (U23)                   | CU   | Michael Vanthourenhout |
| 16. Oktober   | Kermiscross, Ardooie                                         | C2   | Michael Vanthourenhout |
| 25. Oktober   | Cyclocross Cup der Sportregion Rhein-Neckar, Mannheim        | C2   | Tim Merlier            |
| 1. November   | bpost bank Trofee – Koppenbergcross, Oudenaarde-Melden (U23) | CU   | Michael Vanthourenhout |
| 2. November   | Superprestige Zonhoven, Zonhoven                             | C1   | Kevin Pauwels          |
| 8. November   | City Cross Cup, Lorsch                                       | C1   | Dieter Vanthourenhout  |
| 16. November  | Superprestige Gavere, Gavere                                 | C1   | Klaas Vantornout       |
| 23. November  | Superprestige Spa-Francorchamps, Spa-Francorchamps           | C2   | Kevin Pauwels          |
| 29. November  | UCI-Weltcup, Milton Keynes                                   | CDM  | Kevin Pauwels          |
| 6. Dezember   | bpost bank Trofee – GP Hasselt, Hasselt                      | C1   | Kevin Pauwels          |
| 21. Dezember  | UCI-Weltcup, Namur                                           | CDM  | Kevin Pauwels          |
| 28. Dezember  | Superprestige Diegem, Diegem (U23)                           | CU   | Michael Vanthourenhout |
| 11. Januar    | Belgische Meisterschaft, Erpe-Mere                           | CN   | Klaas Vantornout       |
| 12. Januar    | Cyclocross Otegem, Otegem                                    | C2   | Kevin Pauwels          |
| 4. Februar    | Parkcross Maldegem, Maldegem                                 | C2   | Kevin Pauwels          |
| 14. Februar   | Superprestige Noordzeecross Middelkerke, Middelkerke         | C1   | Kevin Pauwels          |

## Zugänge – Abgänge
| Zugänge                | Team 2014                 | Abgänge                     | Team 2015                                      |
| ---------------------- | ------------------------- | --------------------------- | ---------------------------------------------- |
| Angelo De Clercq       | Josan-To Win Cycling Team | Vinnie Braet                | Colba-Superano Ham                             |
| Thomas Joseph          | Neoprofi                  | Dominique Cornu             | Vérandas Willems                               |
| Angelo Van Den Bossche | Neoprofi                  | Jim Aernouts (bis 24. Juni) | Telenet-Fidea                                  |
| Elias Van Hecke        | Neoprofi                  | Tim Merlier (bis 3. Juni)   | Vastgoedservice-Golden Palace Continental Team |

## Mannschaft
| Name                   | Geburtstag        | Nationalität |
| ---------------------- | ----------------- | ------------ |
| Jim Aernouts           | 23. März 1989     | Belgien      |
| Angelo De Clercq       | 10. Dezember 1991 | Belgien      |
| Thomas Joseph          | 6. Dezember 1996  | Belgien      |
| Tim Merlier            | 30. Oktober 1992  | Belgien      |
| Kevin Pauwels          | 12. April 1984    | Belgien      |
| Angelo Van Den Bossche | 18. November 1996 | Belgien      |
| Elias Van Hecke        | 19. März 1996     | Belgien      |
| Yorben Van Tichelt     | 12. Juli 1994     | Belgien      |
| Dieter Vanthourenhout  | 20. Juni 1985     | Belgien      |
| Michael Vanthourenhout | 10. Dezember 1993 | Belgien      |
| Klaas Vantornout       | 19. Mai 1982      | Belgien      |
| Gianni Vermeersch      | 19. November 1992 | Belgien      |